# Савин, Станислав Васильевич
Станисла́в Васи́льевич Са́вин (6 января 1947 — 21 апреля 2022, Санкт-Петербург) — советский и российский архитектор, заслуженный архитектор РФ, педагог.

## Биография
С 1966 по 1972 год учился в Ленинградском институте живописи, скульптуры и архитектуры им. И. Е. Репина в мастерской А. К. Барутчева по специальности архитектура (архитектор-художник). После учёбы поехал во Львов на повышение квалификации.
С 1972 по 1997 год работал в Ленинградском государственном проектном институте (ГПИ-5) архитектором, затем руководителем группы. Проектировал промышленные предприятия в Риге, Шяуляе, Уфе и Карши (Завод по производству микросхем).

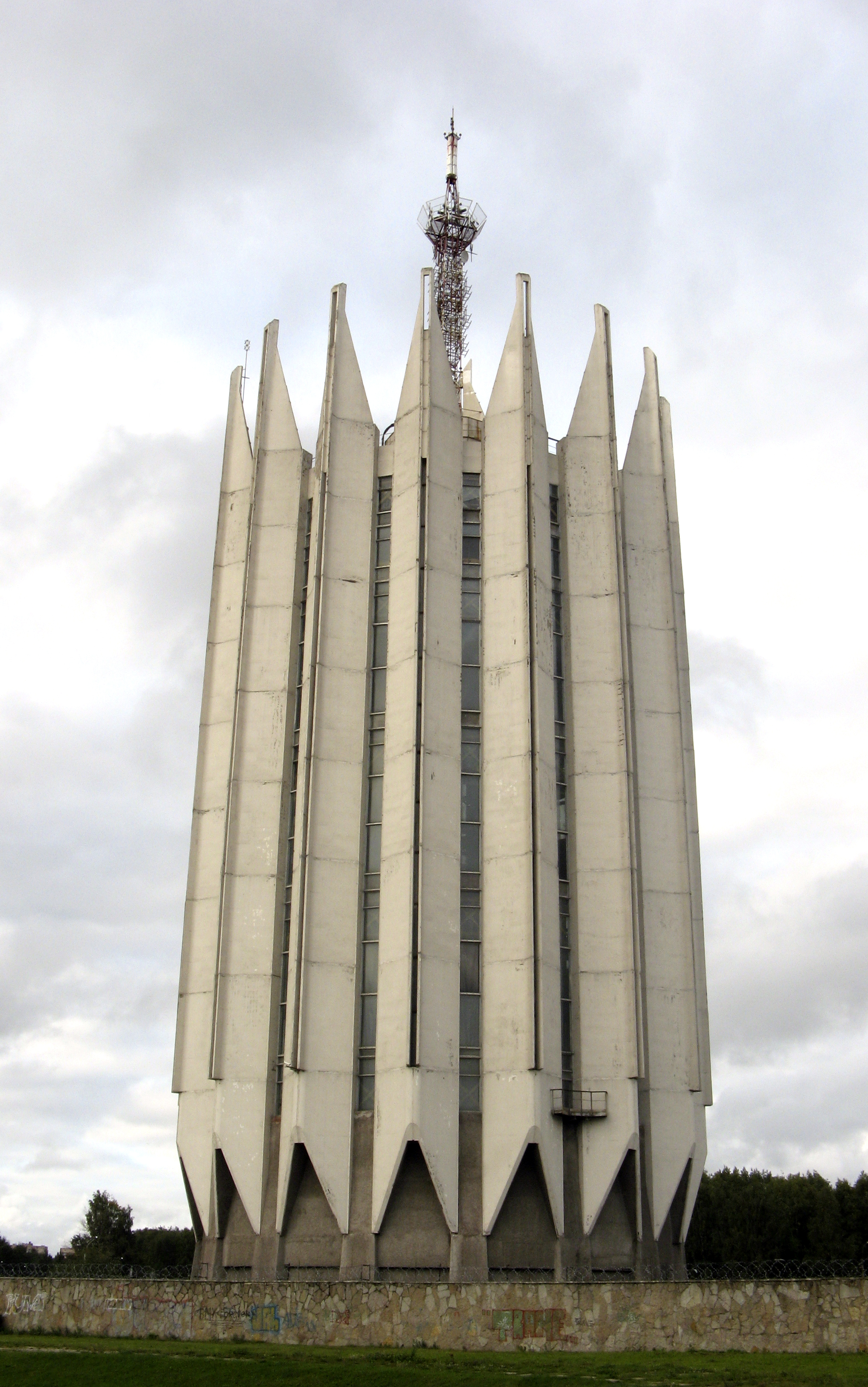
Башня ЦНИИ РТК

В 1973 году стал победителем конкурса на разработку проекта ЦНИИ робототехники и технической кибернетики в Ленинграде. В коллективе было два архитектора (соавтор Артюшин Б. И.) и два инженера (Драбкин Г., Мартьянов А.). Консультантом на этапе концепции выступал архитектор Сергей Сперанский. Описание основных идей и конструктивных решений было изложено Савиным С. В. в лекции «Как устроены здания ОКБ „Радуга“ и ЦНИИ РТК». Строительство велось с 1973 по 1987 год. Уникальные кадры этапов строительства и заметки опубликованы на citywalls.
Вторым значимым проектом стало здание ОКБ «Радуга» под руководством Б. Е. Сандлера, соавтор архитектор С. М. Зельцман. Подробное описание также в лекции «Как устроены здания ОКБ „Радуга“ и ЦНИИ РТК». Подборка фотографий и архитектурное описание на сайте citywalls
В 1976 году вступил в Союз архитекторов РСФСР.
В 1985 году стал лауреатом конкурса «Молодость, современность, мастерство».
В 1992 году стал руководителем персональной творческой архитектурной мастерской ООО «Капитель».
2000, 2001, 2002 гг. — лауреат международных архитектурных фестивалей «Зодчество» в Москве и «Архитектон» в Санкт-Петербурге.

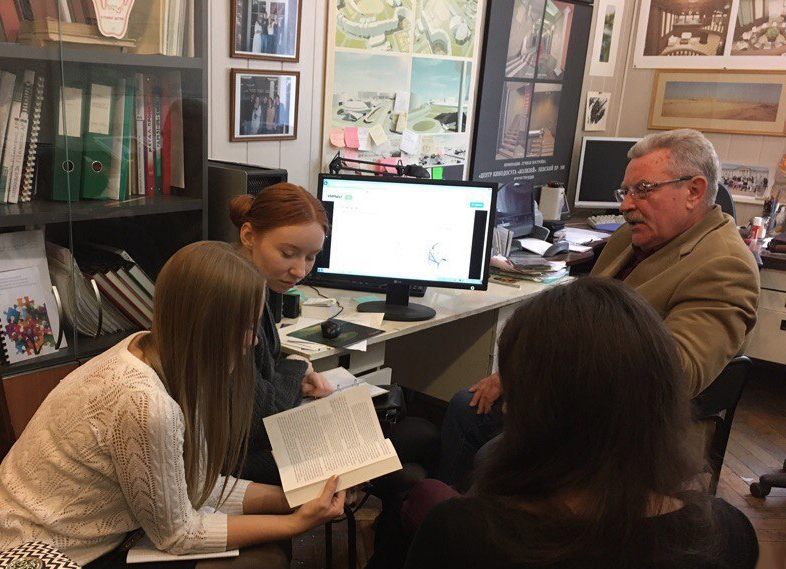
Савин С. В. в своей студии со студентами СПбГУПТД. 2018 г.

В 2002 году номинирован журналом «Салон — интерьер» в 60 лучших дизайнеров России.

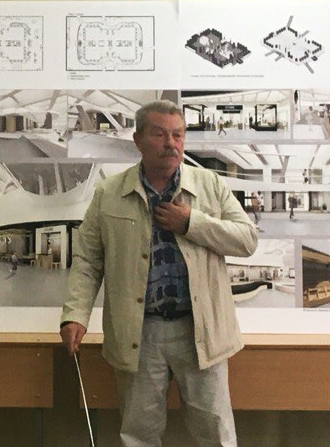
Савин С. В. на защите дипломов в СПбГУПТД. 2016 г.

В 2005 году организовал собственную фирму «Архитектурная студия С. В. Савина». Студия располагалась в Санкт-Петербурге по адресу Садовая 54.
В 2010 году получил звание Заслуженного архитектора Российской Федерации
2010—2012 гг. — строительство многофункционального комплекса с торгово-офисными помещениями «Преображенский». Подробнее на citywalls.
С 2015 года стал преподавать в СПбГУПТД в Институте дизайна и искусств на кафедре дизайна интерьера, с 2020 года также и на кафедре монументального искусства. Занимал должность профессора. Вёл дисциплины «Основы конструирования элементов интерьерной среды», «Основы инженерного оборудования интерьерной среды», «Организация проектной деятельности», «Макетирование», являлся дипломным руководителем и председателем на госэкзаменах и защите ВКР.
Скончался 21 апреля 2022 года, захоронен на Белоостровском кладбище Санкт-Петербурга. 

## Проекты и постройки
- ЦНИИ робототехники и технической кибернетики в Санкт-Петербурге (1973—1987), в соавторстве с Артюшиным Б. И.
- Здание ОКБ «Радуга» в Санкт-Петербурге (1985—1991), в соавторстве с Зельцманом С. М. и Сандлером Б. Е.[5]
- Проекты и постройки для Министерства промышленности средств связи в Санкт-Петербурге, Риге, Вильнюсе, Шяуляе, Львове, Уфе, Баку, Карши, Сухуми (1972—1990)
- Проект крытого комплекса «Олимп» на 12000 зрителей с искусственным льдом в Санкт-Петербурге — серебряный диплом «Зодчество — 2000»
- Проект и реконструкция «Центра кинодосуга «Колизей» в Санкт-Петербурге с разработкой проекта интерьеров — серебряный диплом «Зодчество — 2002»
- Реставрация интерьеров банка «Первое общество взаимного кредита» в Санкт-Петербурге (2001)
- Реконструкция здания особняка К. Б. Зигеля для «Международного Банка Азербайджана» в Санкт-Петербурге (2002)
- Реконструкция здания «Торговый Мир Светлановский» в Санкт-Петербурге (2003)
- Строительство многофункционального комплекса с торгово-офисными помещениями «Преображенский» (2012) и др.